# Chicago American Gears 1945-1946
La stagione 1945-1946 dei Chicago American Gears fu la 2ª nella NBL per la franchigia.
I Chicago American Gears arrivarono terzi nella Western Division con un record di 17-17, non qualificandosi per i play-off.

## Roster
| N° | Naz.                   | Ruolo | Sportivo         | Anno | Alt. | Peso |
| -- | ---------------------- | ----- | ---------------- | ---- | ---- | ---- |
|    | Stati Uniti (bandiera) | GA    | Stan Patrick     | 1922 | 188  | 84   |
|    | Stati Uniti (bandiera) | A     | Bob Calihan      | 1918 | 191  | 91   |
|    | Stati Uniti (bandiera) | AC    | George Ratkovicz | 1922 | 198  | 100  |
|    | Stati Uniti (bandiera) | GA    | Dick Triptow     | 1922 | 183  | 77   |
|    | Stati Uniti (bandiera) | GA    | Bobby Neu        | 1917 | 185  | 79   |
|    | Stati Uniti (bandiera) | G     | Stan Szukala     | 1918 | 183  | 79   |
|    | Stati Uniti (bandiera) | GA    | Bill Hapac       | 1918 | 188  | 85   |
|    | Stati Uniti (bandiera) | AC    | Dick Klein       | 1920 | 191  | 98   |
|    | Stati Uniti (bandiera) | G     | Johnny Orr       | 1918 | 180  | 82   |
|    | Stati Uniti (bandiera) | AC    | Jim Olsen        | 1921 | 198  | 93   |
|    | Stati Uniti (bandiera) | GA    | Charlie Butler   | 1920 | 188  | 75   |
|    | Stati Uniti (bandiera) | AC    | Nick Hashu       | 1917 | 185  | 88   |
|    | Stati Uniti (bandiera) | A     | Bob Rensberger   | 1921 | 188  | 77   |
|    | Stati Uniti (bandiera) | AC    | Ed Lewinski      | 1918 | 193  | 95   |
|    | Stati Uniti (bandiera) | AC    | Elmer Gainer     | 1918 | 198  | 88   |
|    | Stati Uniti (bandiera) | GA    | George Hogan     | 1915 | 185  | 77   |
|    | Stati Uniti (bandiera) | A     | Bud O'Rourke     | 1919 | 193  | 77   |
|    | Stati Uniti (bandiera) | AC    | Connie Berry     | 1915 | 191  | 91   |

## Staff tecnico
- Allenatore: Swede Roos